# Elko (Nevada)
Elko es una ciudad en el Condado de Elko, Nevada, Estados Unidos. La población era de 16,980 en el censo del 2000. Es la sede del Condado de Elko. 
Elko es la ciudad principal del área micropolitana de Elko, un área micropolitana que cubre los condados de Elko y Eureka y tiene una población combinada de 46,942 en el censo de 2000.

## Historia
Elko se encontraba deshabitada en 1868, cuando se localizaba en el final del tramo ferroviario construido por Central Pacific Railroad (la parte del Primer ferrocarril transcontinental construido de California a Utah). Cuando los servicios de ferrocarril desaparecieron, Elko permaneció, sirviendo como rancho y centro minero.
Se dice que el nombre de la ciudad viene de Charles Crocker, un superintendente del Central Pacific Railroad. Le gustaban los nombres de animales y añadió una "o" a "Elk" (alce). No hay ninguna prueba de esto, pero se ha convertido en la versión más aceptada.
El primer Palacio de Justicia del Condado de Elko se construyó en 1869. En 1910 se añadió al Registro Nacional de Lugares Históricos. El US Post Office-Elko Main, construido en 1933, también se ha añadido.

## Geografía
Elko se encuentra en 40°50′11″N 115°45′56″O / 40.83639, -115.76556 (40.836396, -115.765525).
Según el Oficina del Censo de los Estados Unidos, la ciudad tiene un área total de 37.5 km². (14.5 mi²)

## Clima
Enero suele ser el mes más frío del año, con una media máxima de 2.83° y una media mínima de -9.94°. Julio es el mes más cálido, con una media máxima de 32° y una media mínima de 9.22°. Hay una media de 42 días anuales con una temperatura máxima de 32° y 193 días anuales con una temperatura mínima de 0°. La media de precipitación es de 25.15 cm, con una media de 79 días al año. La media de caída de nieve es de 97,79 cm. Hay 130 días soleados cada año. La temperatura más alta alcanzada fue de 42.22° el 22 de julio de 1889, y la más baja fue de -41.67° el 21 de enero de 1937. La mayor caída de lluvia en un mes fue de 13.13 cm, en enero de 1916. La mayor caída de lluvia en un año fue de 46.58 centímetros, en 1983. La mayor caída de nieve en un mes fue de 116.08 cm, en enero de 1996. La mayor caída de nieve en un año fue de 256.03 cm, también en 1996.
| Parámetros climáticos promedio de Elko (Nevada) | Parámetros climáticos promedio de Elko (Nevada) | Parámetros climáticos promedio de Elko (Nevada) | Parámetros climáticos promedio de Elko (Nevada) | Parámetros climáticos promedio de Elko (Nevada) | Parámetros climáticos promedio de Elko (Nevada) | Parámetros climáticos promedio de Elko (Nevada) | Parámetros climáticos promedio de Elko (Nevada) | Parámetros climáticos promedio de Elko (Nevada) | Parámetros climáticos promedio de Elko (Nevada) | Parámetros climáticos promedio de Elko (Nevada) | Parámetros climáticos promedio de Elko (Nevada) | Parámetros climáticos promedio de Elko (Nevada) | Parámetros climáticos promedio de Elko (Nevada) |
| Mes                                             | Ene.                                            | Feb.                                            | Mar.                                            | Abr.                                            | May.                                            | Jun.                                            | Jul.                                            | Ago.                                            | Sep.                                            | Oct.                                            | Nov.                                            | Dic.                                            | Anual                                           |
| ----------------------------------------------- | ----------------------------------------------- | ----------------------------------------------- | ----------------------------------------------- | ----------------------------------------------- | ----------------------------------------------- | ----------------------------------------------- | ----------------------------------------------- | ----------------------------------------------- | ----------------------------------------------- | ----------------------------------------------- | ----------------------------------------------- | ----------------------------------------------- | ----------------------------------------------- |
| Temp. máx. abs. (°C)                            | 18                                              | 21                                              | 25                                              | 30                                              | 36                                              | 40                                              | 42                                              | 41                                              | 37                                              | 31                                              | 25                                              | 18                                              | 42                                              |
| Temp. máx. media (°C)                           | 3                                               | 6                                               | 10                                              | 15                                              | 20                                              | 26                                              | 32                                              | 31                                              | 25                                              | 18                                              | 9                                               | 3                                               | 9                                               |
| Temp. media (°C)                                | 0                                               | 3                                               | 5                                               | 10                                              | 14                                              | 17                                              | 23                                              | 22                                              | 19                                              | 13                                              | 2                                               | 0                                               | 19                                              |
| Temp. mín. media (°C)                           | -10                                             | -7                                              | -3                                              | -1                                              | 2                                               | 6                                               | 9                                               | 8                                               | 3                                               | -2                                              | -6                                              | -10                                             | -7                                              |
| Temp. mín. abs. (°C)                            | -41                                             | -38                                             | -23                                             | -19                                             | -12                                             | -5                                              | -1                                              | -6                                              | -13                                             | -17                                             | -24                                             | -39                                             | -41                                             |
| Fuente: NCDC                                    |                                                 |                                                 |                                                 |                                                 |                                                 |                                                 |                                                 |                                                 |                                                 |                                                 |                                                 |                                                 |                                                 |

## Demografía
Para el censo de 2000, había 20.732 personas, 8.505 hogares y 5.287 familias en la ciudad. La densidad de población era 1.153,3 hab/km². Había 6.948 viviendas para una densidad promedio de 479,6 por kilómetro cuadrado. De la población 81,5% eran blancos, 0,3% afroamericanos, 5,4% amerindios, 1% asiáticos, 0,1% isleños del Pacífico, 8,6% de otras razas y 2,94% de dos o mבs razas. 19,4% de la población eran hispanos o latinos de cualquier raza.
Se contaron 8.505 hogares, de los cuales 40,6% tenían niños menores de 18 aסos, 54,8% eran parejas casadas viviendo juntos, 9,8% tenían una mujer como cabeza del hogar sin marido presente y 29,8% eran hogares no familiares. 23,5% de los hogares eran un solo miembro y 5,7% tenían alguien mayor de 65 años viviendo solo. La cantidad de miembros promedio por hogar era de 2,72 y el tamaño promedio de familia era de 3,26.
En la ciudad la población estaba distribuida en 31,1% menores de 18 años, 9,8% entre 18 y 24, 31,2% entre 25 y 44, 21% entre 45 y 64 y 7,6% tenían 65 o más años. La edad media fue 31.5 años. Por cada 100 mujeres había 104,6 varones. Por cada 100 mujeres mayores de 18 años habםa 105,3 varones.
El ingreso medio para un hogar en la ciudad fue de $48.656 y el ingreso medio para una familia $52.263. Los hombres tuvieron un ingreso promedio de $42.155 contra $26.823 de las mujeres. El ingreso per cápita de la ciudad fue de $19.680. Cerca de 6,1% de las familias y 8,2% de la población estaban por debajo de la línea de pobreza, 8,9% de los cuales eran menores de 18 aסos y 8,4% mayores de 65.

## Transporte
Elko es la ciudad más grande entre Salt Lake City y Reno localizada en la Interestatal 80. El servicio de autobuses en Elko es gestionado por Greyhound Lines. Elko tiene una estación de la línea de Amtrak California Zephyr y un aeropuerto.

## Medios de comunicación
- Diario de Elko
- Noticias Archivado el 12 de diciembre de 2008 en Wayback Machine.
- KENV-TV
- KRJC Radio
- KTSN AM
- KLKO FM
- KELK AM
- KHIX 96.7 FM
- Distrito televisivo de Elko